# Khālbāz
Khālbāz (persiska: خالِه بازِه, خالباز, Khāleh Bāzeh, Khālbāzeh, خالبازه) är en ort i Iran.   Den ligger i provinsen Kurdistan, i den nordvästra delen av landet, 400 km väster om huvudstaden Teheran. Khālbāz ligger 1 869 meter över havet och antalet invånare är 261.
Terrängen runt Khālbāz är huvudsakligen kuperad. Khālbāz ligger nere i en dal.Runt Khālbāz är det ganska glesbefolkat, med 50 invånare per kvadratkilometer. Närmaste större samhälle är Yāpal, 11,6 km öster om Khālbāz. Trakten runt Khālbāz består i huvudsak av gräsmarker.